# 皮帕里耶
皮帕里耶（Pipariya），是印度中央邦Jabalpur县的一个城镇。总人口4483（2001年）。

## 人口
该地2001年总人口4483人，其中男性2350人，女性2133人；0—6岁人口564人，其中男293人，女271人；识字率68.32%，其中男性为76.64%，女性为59.17%。